# Museu de la cultura filistea
Museu de la cultura filistea (en anglès: Corinne Mamane Museum of Philistine Culture) (en hebreu: המוזיאון לתרבות הפלשתים) és un museu arqueològic que es troba en la ciutat d'Asdod, a Israel.
En el museu es mostra la cultura dels filisteus que vivien en l'antiguitat a la ciutat. És un dels pocs museus del món que està dedicat a la cultura filistea, i va ser el primer museu que es va obrir en la ciutat d'Asdod el 1990.
Corinne Mamane era un estudiant jueva nascuda a Casablanca, Marroc. Corinne va morir el 1984 en un accident de cotxe a França durant els seus estudis universitaris.
El museu compta amb tres plantes, en la primera planta del museu, hi ha una exposició sobre la cultura filistea, la segona planta és per a dur a terme exposicions temporals, la tercera planta està dedicada a la cuina filistea, mitjançant l'exploració de la cultura alimentària del mar Egeu.

## Fotografies

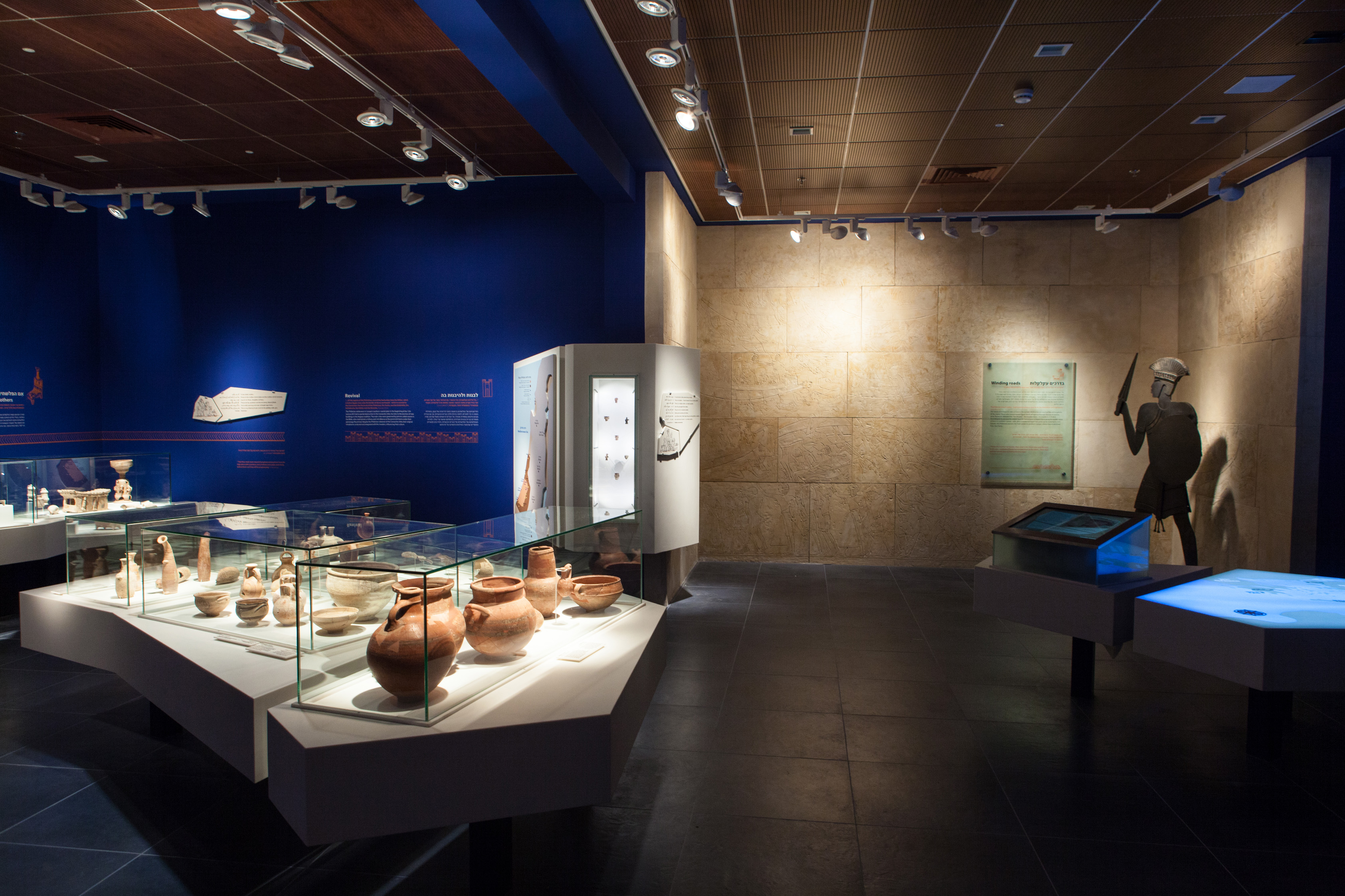
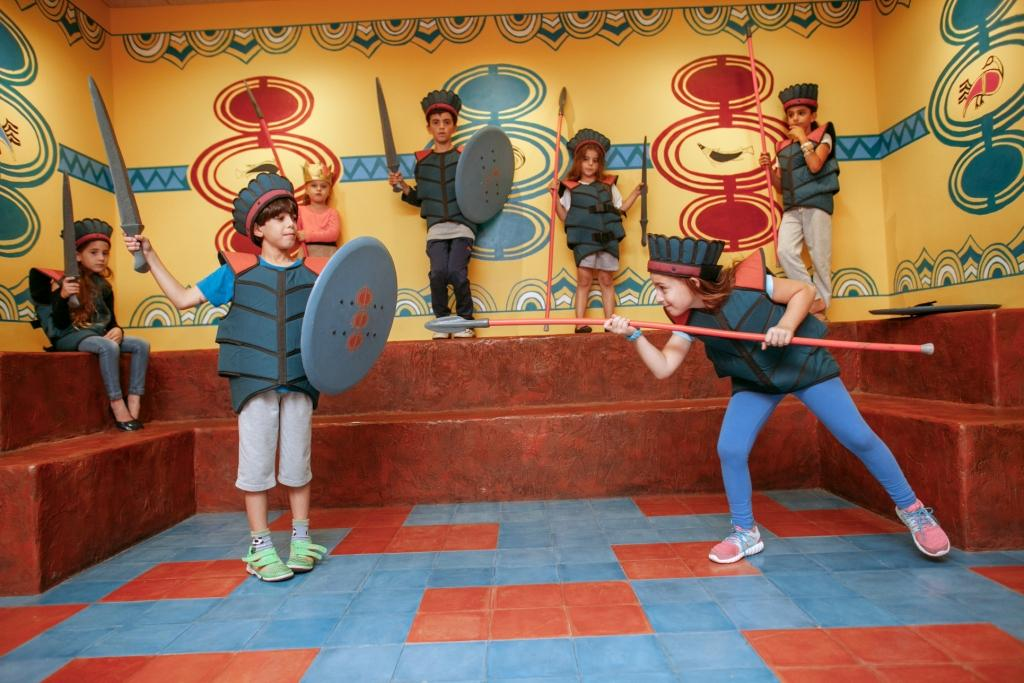